# Ilka Agricola
Ilka Agricola (La Haia, 8 d'agost de 1973) és una matemàtica alemanya que tracta la geometria diferencial i les seves aplicacions en la física matemàtica. És degana de matemàtiques i informàtica a la Universitat de Marburg, on també ha estat responsable de publicar la col·lecció de models matemàtics de la universitat.